# Ateles chamek
Ateles chamek är en däggdjursart som först beskrevs av Alexander von Humboldt 1812.  Ateles chamek ingår i släktet spindelapor och familjen cebusliknande brednäsor. Inga underarter finns listade.
Arten når en kroppslängd (huvud och bål) av 40 till 52 cm, en svanslängd av 80 till 88 cm och en vikt av cirka 7 kg. Den liknar den svarta spindelapan (Ateles paniscus) men vuxna exemplar har hos Ateles chamek ett mörkare ansikte. I motsats till långhårig spindelapa (Ateles belzebuth) är pälsen helt svart. Dessutom finns skillnader i arternas genetiska egenskaper. De enda ljusa håren som kan finns hos vuxna djur är glest fördelade vita hår i ansiktet och en silvergrå fläck vid könsdelarna. Ateles chamek har liksom andra släktmedlemmar långa extremiteter och en lång svans som kan användas som gripverktyg. Vid svansslutet på undersidan finns en naken fläck. Honor kan misstolkas för hannar på grund av att deras klitoris är lång som en penis.
Denna spindelapa förekommer i norra Bolivia, nordvästra Brasilien och angränsande regioner av Peru. Habitatet utgörs av tropiska regnskogar och andra fuktiga skogar.
Liksom hos andra spindelapor bildas större flockar med 20 till 30 medlemmar som klättrar i träd. Födan utgörs främst av frukter som kompletteras med unga blad, blommor, frön och andra växtdelar. Några få insekter eller mångfotingar äts likaså. Vid födosöket under dagen delas flocken i mindre grupper.
Honor kan bli brunstiga under alla årstider och de har vartannat till vart fjärde år en kull. Efter dräktigheten som varar i 226 till 232 dagar föds en unge. Ungen blir könsmogen när den är fyra till fem år gammal. Honor lämnar sedan flocken medan hannar stannar. Exemplar som undviker alla faror kan leva 40 år.
Arten hotas av jakt för köttets skull och av skogasavverkningar när landskapet omvandlas till jordbruksmark. IUCN kategoriserar arten globalt som starkt hotad.